# Горгий (сын Феодота)
Горгий (др.-греч. Γοργίας; IV век до н. э.) — «начальник вооружений» при Александре Македонском.

## Биография
Горгий, сын Феодота, был греком по происхождению, уроженцем города Ясоса в Карии. Известна надпись, в которой Горгий прославляется своим земляками за оказание содействия перед Александром Македонского в разрешении территориального вопроса. Горгий занимал должность «начальника вооружения» и, по замечанию Ф. Шахермайра, принадлежал к числу влиятельных лиц при дворе македонского царя.
После возвращения из Индийского похода царь счёл необходимым разрешить проблему греческих изгнанников, многие из которых находились и в его лагере. Возможно, что именно Горгий был главным выразителем их интересов, особенно самосцев (до нашего времени дошёл декрет Самоса, прославляющий за это Горгия и его брата Минниона.) Александр принял решение возвратить почти всех вынужденных эмигрантов, кроме убийц и святотатцев, в родные города и восстановить их гражданские права. О своём решении царь объявил сначала весной 324 года до н. э. в ставке в Сузах. Для торжественного же объявления этого указа в Олимпию был направлен Никанор, провозгласивший декрет летом 324 года до н. э. на CXIV Олимпийских играх, что вызвало ликование среди более десятка тысяч людей.
По свидетельству Курция Руфа противники изгнанников, хотя и осознавали «начало отмены их законов», были вынуждены исполнить волю царя, и открыто воспротивились этому только Афины. Согласно же Юстину, «во многих государствах стали кричать, что надо войной (добиться) восстановления свободы. Но главными зачинщиками были афиняне и этоляне». С этим частично согласуются и сведения, переданные Диодором. В окружении Александра к возможности вооружённых выступлений в Греции отнеслись с большой серьёзностью. Осенью 324 года до н. э. в Экбатанах с большим великолепием были проведены празднества в честь Диониса, на которых Александру преподносились различные дары. Всех превзошёл Горгий, объявивший, что жертвует Александру как сыну Амона венок ценой в три тысячи золотых. Но если царь подвергнет Афины осаде, то он пожертвует десять тысяч воинских доспехов, столько же катапульт и необходимые для ведения войны припасы. В. Геккель вслед за античными писателями охарактеризовал Горгия как бесстыдного льстеца.
Содержание двух фрагментарных надписей из Эпидавра позволяет также сделать предположение, что Горгий оказывал содействие и жителям этого города.
Исторические источники не сообщают о дальнейшей судьбе Горгия.